# Kolczoch jadalny
Kolczoch jadalny (Sechium edule (Jacq.) Sw.) – gatunek rośliny z rodziny dyniowatych. Pochodzi z terenów tropikalnych Ameryki. Roślina uprawiana również na terenach Indii, na Filipinach, w Algierii i na Hawajach.

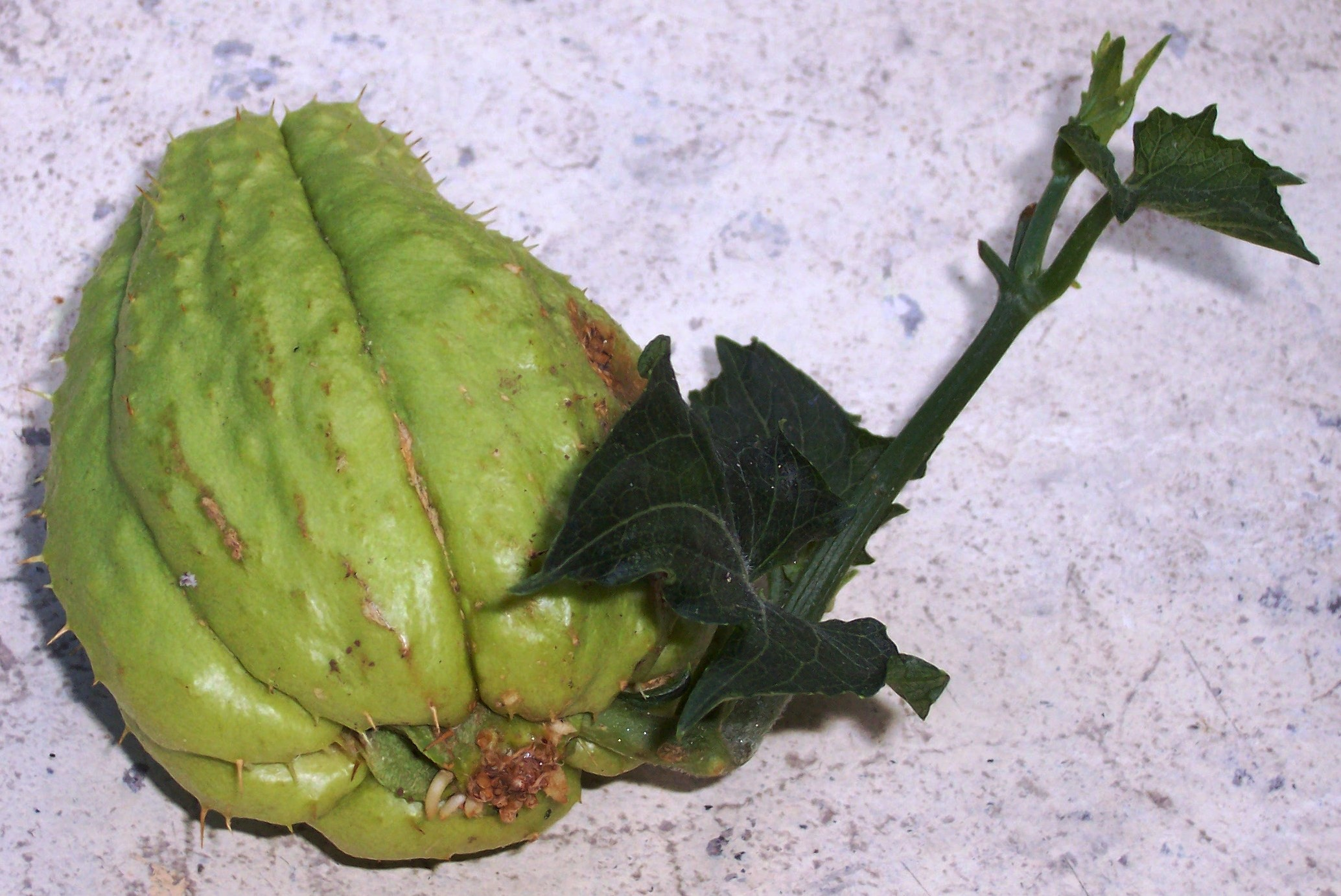
Owoc kolczocha jadalnego

## Morfologia
PokrójBylina o łodydze pnącej lub płożącej do 2–4 m długości.
LiścieDłoniaste, 3-5 klapowe.
KwiatyZebrane w gronach drobne, osadzone w kątach liści. Korona kwiatowa żółtawa lub biaława.
OwocKolczasty lub gładki, zielonego lub białawego koloru, w kształcie jajowatym do 10 cm długości z 5 bruzdami zawierającym jedno duże nasiono. Miąższ mięsisty.

## Zastosowanie
Owoc jadalny na surowo i ugotowany. Jadalne są również jego młode pędy zawierające skrobię. Owoce i pędy są składnikiem pokarmowym używanym do pasz dla bydła. Włókno otrzymywane z łodyg rośliny używane jest do wyrobu letnich kapeluszy.